# Amorphophallus canaliculatus
Amorphophallus canaliculatus är en kallaväxtart som beskrevs av Ittenb., Hett. och Wolfram Lobin. Amorphophallus canaliculatus ingår i släktet Amorphophallus och familjen kallaväxter. Inga underarter finns listade.